# Rendosol

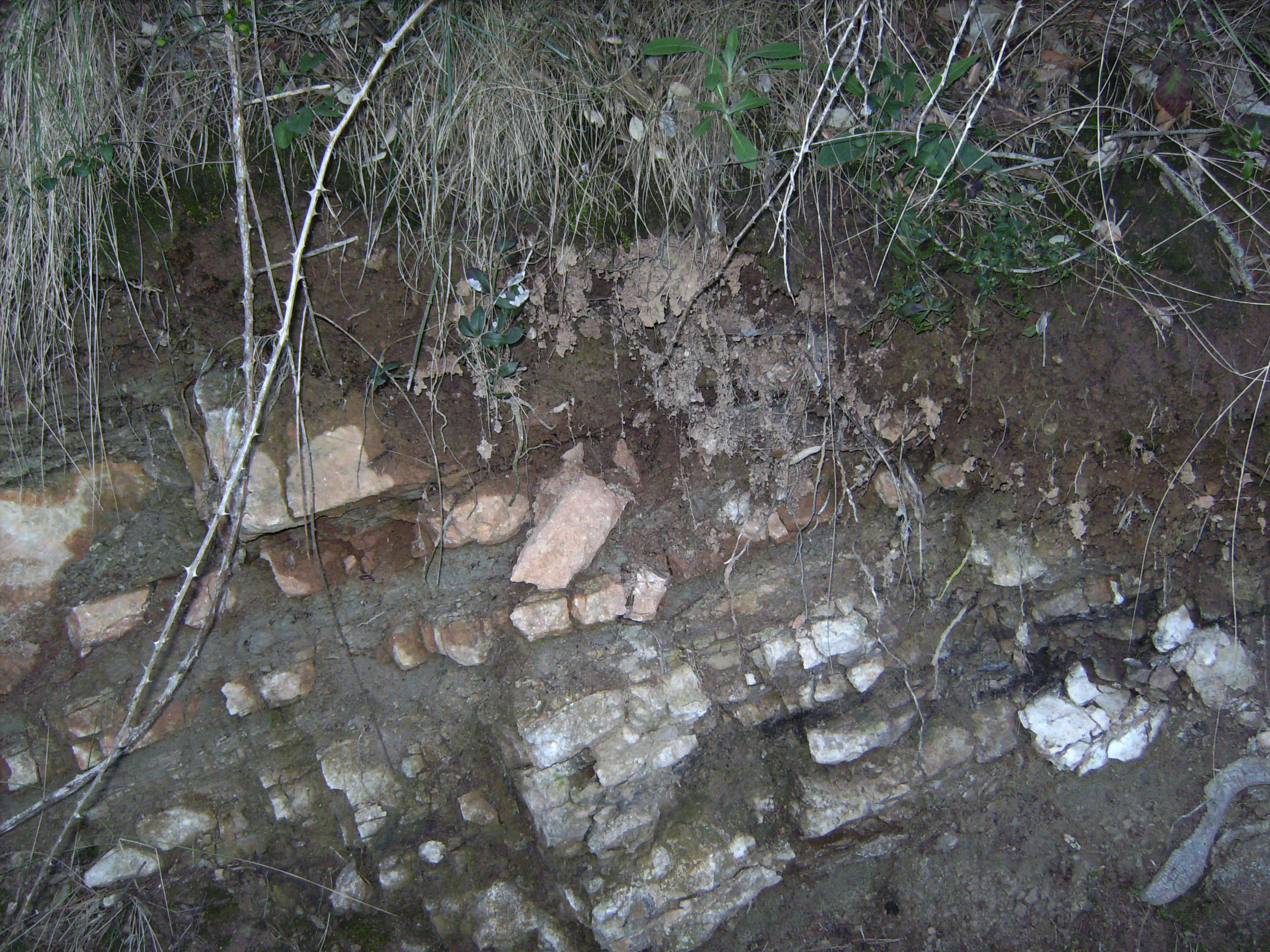
Rendosol (Castelltallat).

Le rendosol ou rendzine est un sol carbonaté dès la surface, peu évolué, sur roche-mère riche en calcite et/ou en dolomite, ou surplombé sur un versant (pente forte), d’un matériau riche en calcite et/ou en dolomite. Ce sol est présent sur 6,5% du territoire métropolitain français.

## Végétation
On y trouve une végétation calcicole (pH basique dû au calcaire actif) telle que les genévriers, orchidées.

## Profil
La séquence d’horizons de référence d'un rendosol est :
OL - Aca ou LAca - Cca et/ou M ou R ou D.
- Horizons organiques : OL (litère),
- L'horizon A, situé sous les horizons organiques,
  - Aca (CaCO3 > 2 %, teneur en carbone organique < 8 % sinon organosol, 7,0 < pH < 8,7) ;
- La roche mère,
  - R (Roches dures, continues, massives ou peu fragmentées) ;
  - M (Roches meubles ou tendres, non ou peu fragmentées) ;
  - D (Matériaux durs fragmentés, puis déplacés).

La litière (horizon OL) est souvent de type mull (bonne dégradation de la matière organique) sous forêt. Sur des calcaires, qu'ils soient durs (horizon R), meubles (horizon M), non altérés ou fragmenté (horizon D), on observe un horizon A calcaire (Aca) riche en matière organique, carbonaté, d'une épaisseur comprise entre 10 et 35 cm, suivi éventuellement d'un horizon "Cca" d'altération de la roche mère.

## Types
Un rendosol est un sol peu profond (environ 35 cm de profondeur), à dominance carbonaté, saturées en ions Ca2+ et pH tamponné par les carbonates (carbonates de calcium). Il se différencie d'un lithosol par l'épaisseur de l'ensemble des horizons O + Aca supérieure à 10 cm d’épaisseur, et est qualifié de rendosol pachique, si l’horizon Aca présente une épaisseur supérieure à 35 cm.